# Беннетт, Уэсли
Толмадж Уэсли «Уэс» Беннетт (англ. Talmadge Wesley "Wes" Bennett; 31 марта 1913, Нашвилл, штат Теннесси, США — 20 августа 2002, Солвенг, штат Калифорния, США) — американский профессиональный баскетболист, запомнившийся своими выступлениями на студенческом уровне. Чемпион НБЛ в сезоне 1937/1938 годов.

## Ранние годы
Уэсли Беннетт родился 31 марта 1913 года в городе Нашвилл (штат Теннесси) в семье Толмаджа и Мэй Беннетт, в пять лет вместе с родителями переехал в Акрон (штат Огайо), учился там же в Восточной средней школе, в которой играл за местную баскетбольную команду, трижды выводя её в финал школьного чемпионата штата.

## Студенческая карьера
В 1935 году закончил Вестминстерский колледж, где в течение трёх лет играл за команду «Вестминстер Титанс», выступавшей в то время в Межуниверситетской спортивной национальной ассоциации (NAIA), в которой провёл успешную карьеру, набрав в итоге 1168 очков. При Беннетте «Титанс» ни разу не выигрывали ни регулярный чемпионат, ни турнир Межуниверситетской спортивной конференции Пенсильвании, а также ни разу не выходили в плей-офф студенческого чемпионата США. В сезонах 1933/1934 и 1934/1935 годов Уэсли становился лучшим снайпером «Титанс» и был в числе соискателей награды, но так ни разу и не включался во всеамериканскую сборную NCAA. В 1934 году Беннетт признавался баскетболистом года среди студентов по версии Helms Foundation. Уэсли Беннетт стал автором первого в истории студенческого баскетбола даблхидера — два матча подряд, в которых один и тот же игрок набирал 10 очков и более. 29 декабря 1934 года он набрал 21 очко в победном матче против команды «Сент-Джонс Ред Сторм» (37—34), а двумя днями позже — 11 очков в игре с «ГКНЙ Биверс» (28—24), которые до этого выиграли 42 матча подряд.

## Профессиональная карьера
Играл на позиции центрового и тяжёлого форварда. В 1935 году Уэсли Беннетт заключил соглашение с командой «Акрон Уингфутс» из Любительского спортивного объединения (AAU), выступавшей в Национальной промышленной баскетбольной лиге (NIBL). Позже выступал за команды «Акрон Файрстоун Нон-Скидс» (MWBL), «Акрон Гудиер Уингфутс» (НБЛ). Всего в НБЛ провёл 2 сезона, а в NIBL и MWBL — по одному сезону. В сезоне 1937/1938 годов, будучи партнёром Чарли Шиппа, Чака Блудорна и Рэя Морстедта, выиграл чемпионский титул в составе «Акрон Гудиер Уингфутс». Всего за карьеру в НБЛ Уэсли сыграл 37 игр, в которых набрал 196 очков (в среднем 5,3 за игру). Помимо этого Беннетт в составе «Гудиер Уингфутс» один раз участвовал во Всемирном профессиональном баскетбольном турнире, но без особого успеха.

## Смерть
В январе 1942 года Беннетт поступил на службу в Военно-морские силы США, в составе которых участвовал во Второй мировой войне на юге Тихоокеанского театра военных действий, по окончании которой прослужил в ВМС США ещё 32 года в городе Санта-Ана (штат Калифорния). В 1978 году Уэсли Беннетт переехал в город Солвенг (штат Калифорния), в котором жила его жена Джанет вместе с сыном, где он и умер 20 августа 2002 года на 90-м году жизни.